# Lambha
Lambha è una suddivisione dell'India, classificata come census town, di 16.725 abitanti, situata nel distretto di Ahmedabad, nello stato federato del Gujarat. In base al numero di abitanti la città rientra nella classe IV (da 10.000 a 19.999 persone).

## Geografia fisica
La città è situata a 22° 56' 18 N e 72° 34' 34 E.

## Società

### Evoluzione demografica
Al censimento del 2001 la popolazione di Lambha assommava a 16.725 persone, delle quali 9.016 maschi e 7.709 femmine. I bambini di età inferiore o uguale ai sei anni assommavano a 2.186, dei quali 1.137 maschi e 1.049 femmine. Infine, coloro che erano in grado di saper almeno leggere e scrivere erano 11.997, dei quali 7.125 maschi e 4.872 femmine.